# بورين (سومسكا)
بورين (Буринь) هي مدينة في مقاطعة سومسكا في أوكرانيا.

## معرض صور

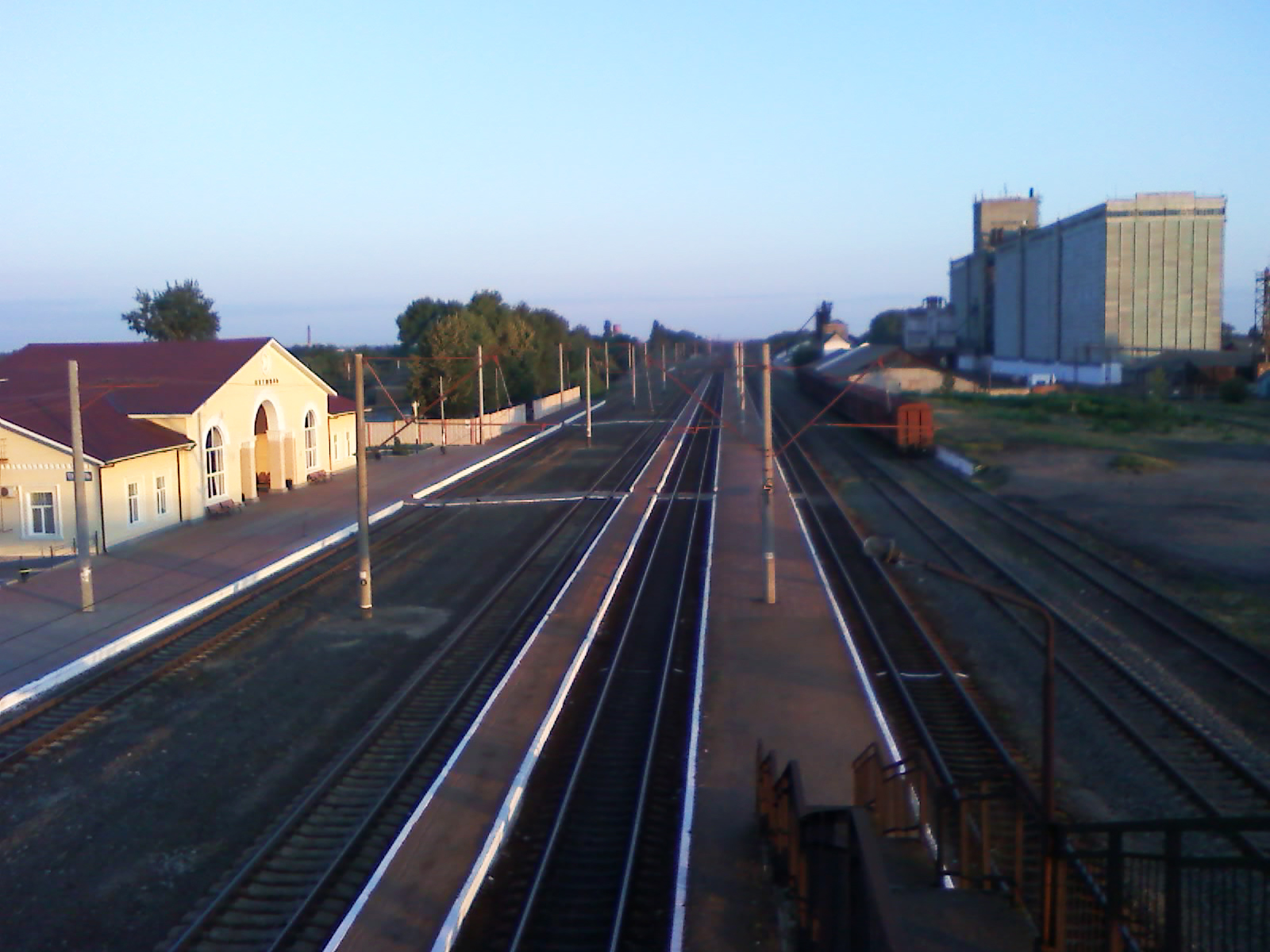
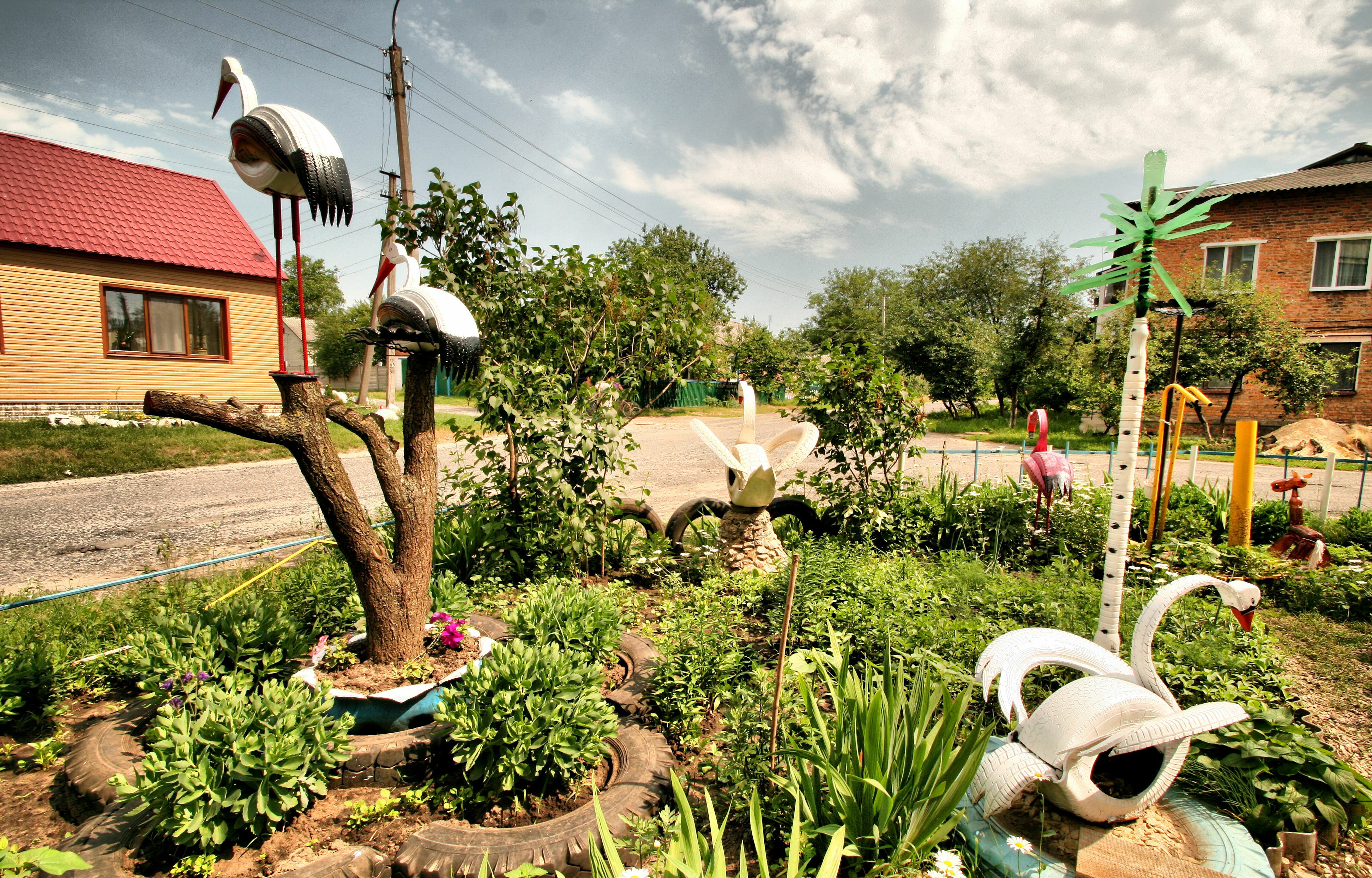
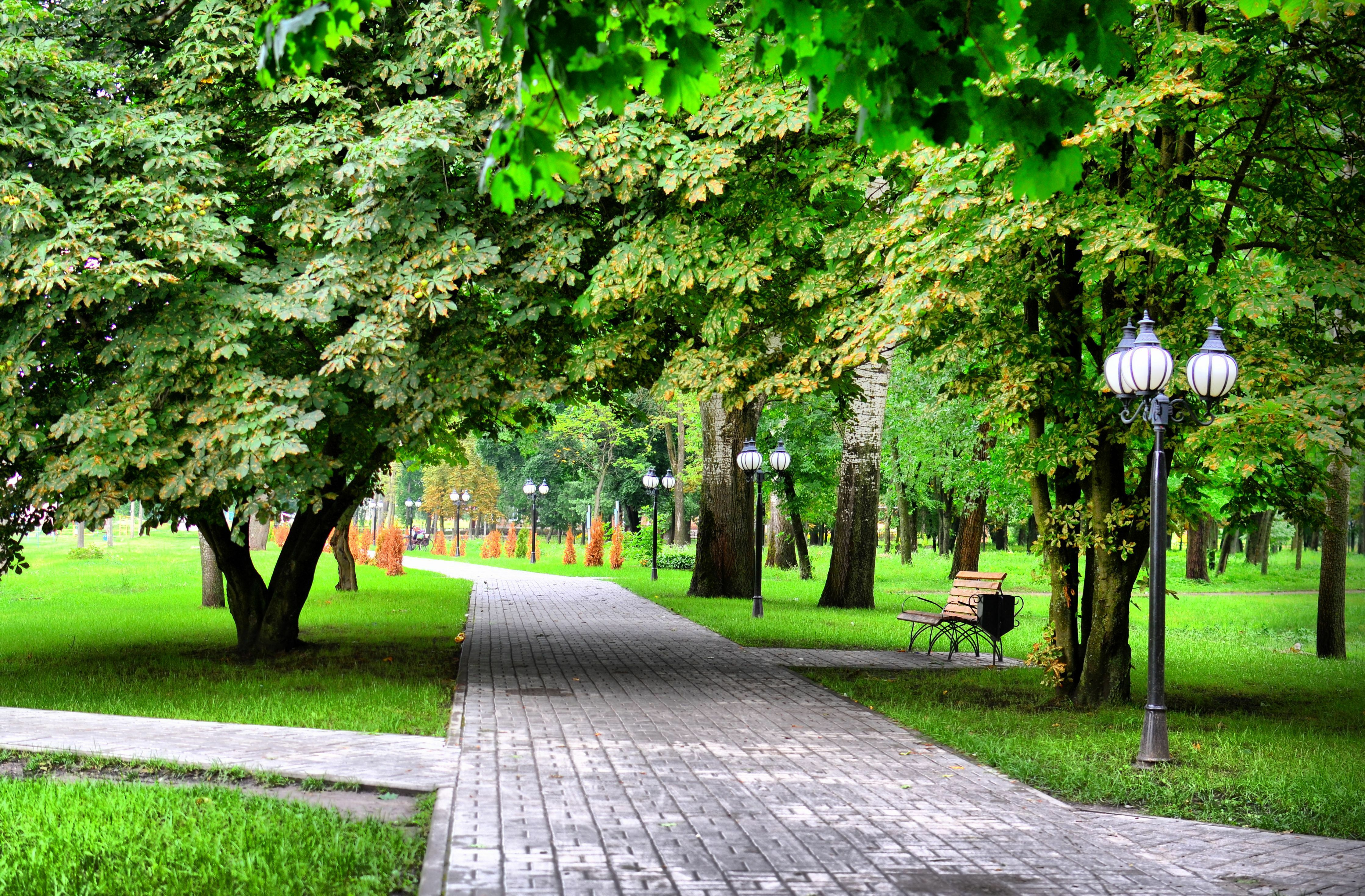